# Mô hình bán lẻ kết hợp online và offline

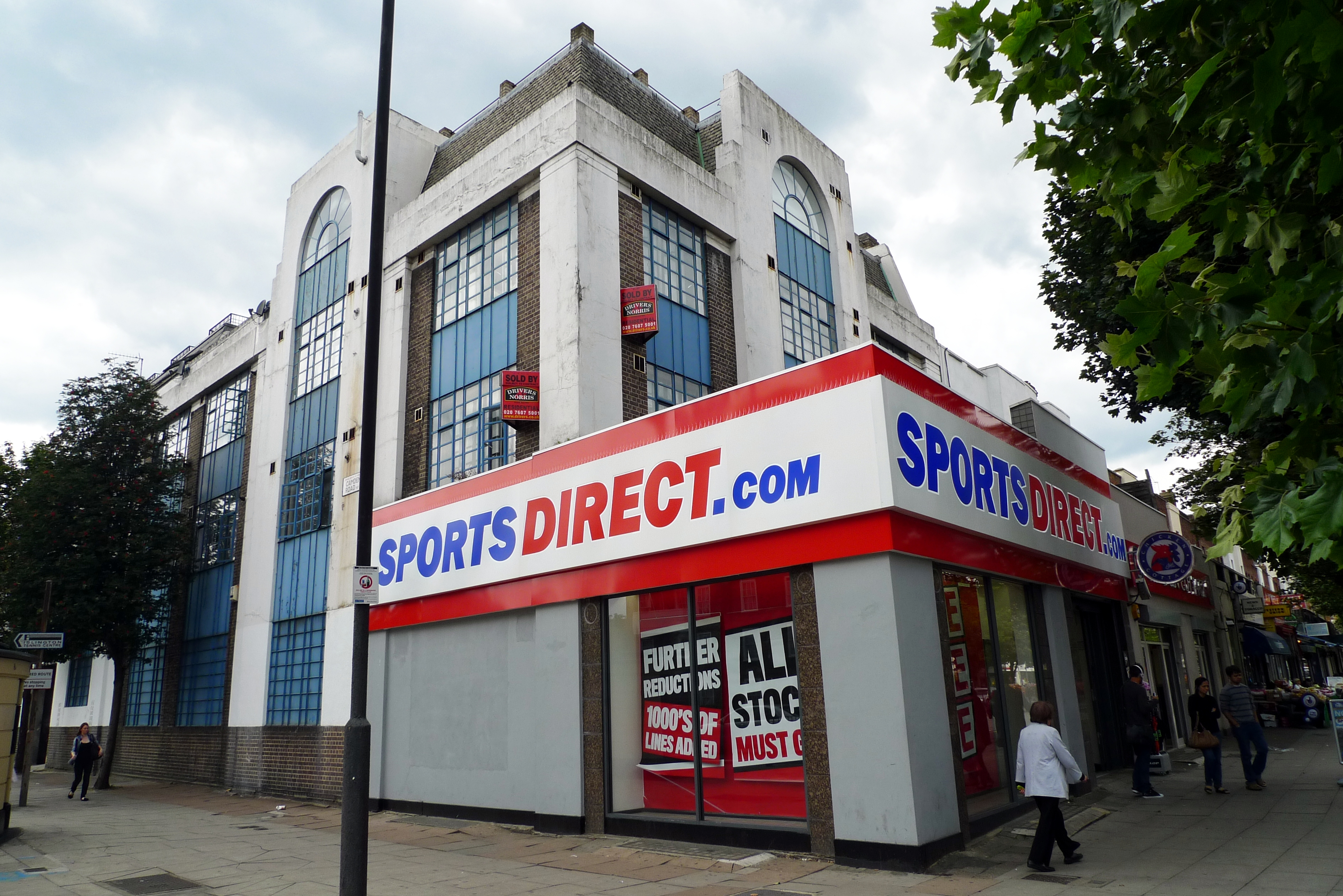
Một cửa hàng thể thao Direct Direct quảng cáo cánh tay web của doanh nghiệp. Sports Direct bắt đầu giao dịch vào năm 1982 với một cửa hàng bán gạch duy nhất nhưng gần đây đã phát triển nhanh chóng nhờ một mô hình kinh doanh bán lẻ kết hợp online và offline.

Mô hình bán lẻ kết hợp online và offline là một thuật ngữ chuyên môn để chỉ một mô hình kinh doanh mà một công ty tích hợp cả sự hiện diện ngoại tuyến (gạch) và trực tuyến (nhấp chuột), đôi khi có thêm lần lật thứ ba (danh mục sản phẩm vật lý). Ngoài ra, nhiều người cũng sẽ cung cấp các ứng dụng đặt hàng qua điện thoại và ứng dụng trên di động, hoặc ít nhất là cung cấp hỗ trợ bán hàng qua điện thoại. Sự ra đời của web di động đã khiến các doanh nghiệp vận hành bán lẻ kết hợp online và offline trở nên đặc biệt phổ biến, bởi vì điều đó có nghĩa là khách hàng có thể thực hiện các nhiệm vụ như mua sắm khi họ có thời gian rảnh rỗi và không phải ở máy tính. Nhiều người trong số những người dùng này thích sử dụng các trang web mua sắm di động.
Một ví dụ phổ biến về mô hình bán lẻ kết hợp online và offline là khi một chuỗi cửa hàng cho phép khách hàng đặt mua sản phẩm trực tuyến hoặc thực tế tại một trong các cửa hàng của họ, cũng cho phép họ nhận đặt hàng trực tiếp tại chi nhánh địa phương của cửa hàng hoặc nhận nó được giao đến nhà của họ. Có nhiều kết hợp thay thế của mô hình này. Thành công của mô hình trong nhiều lĩnh vực đã làm giảm uy tín của một số nhà phân tích, những người lập luận rằng Internet sẽ khiến các nhà bán lẻ truyền thống trở nên lỗi thời thông qua việc phân tán.

## Lịch sử

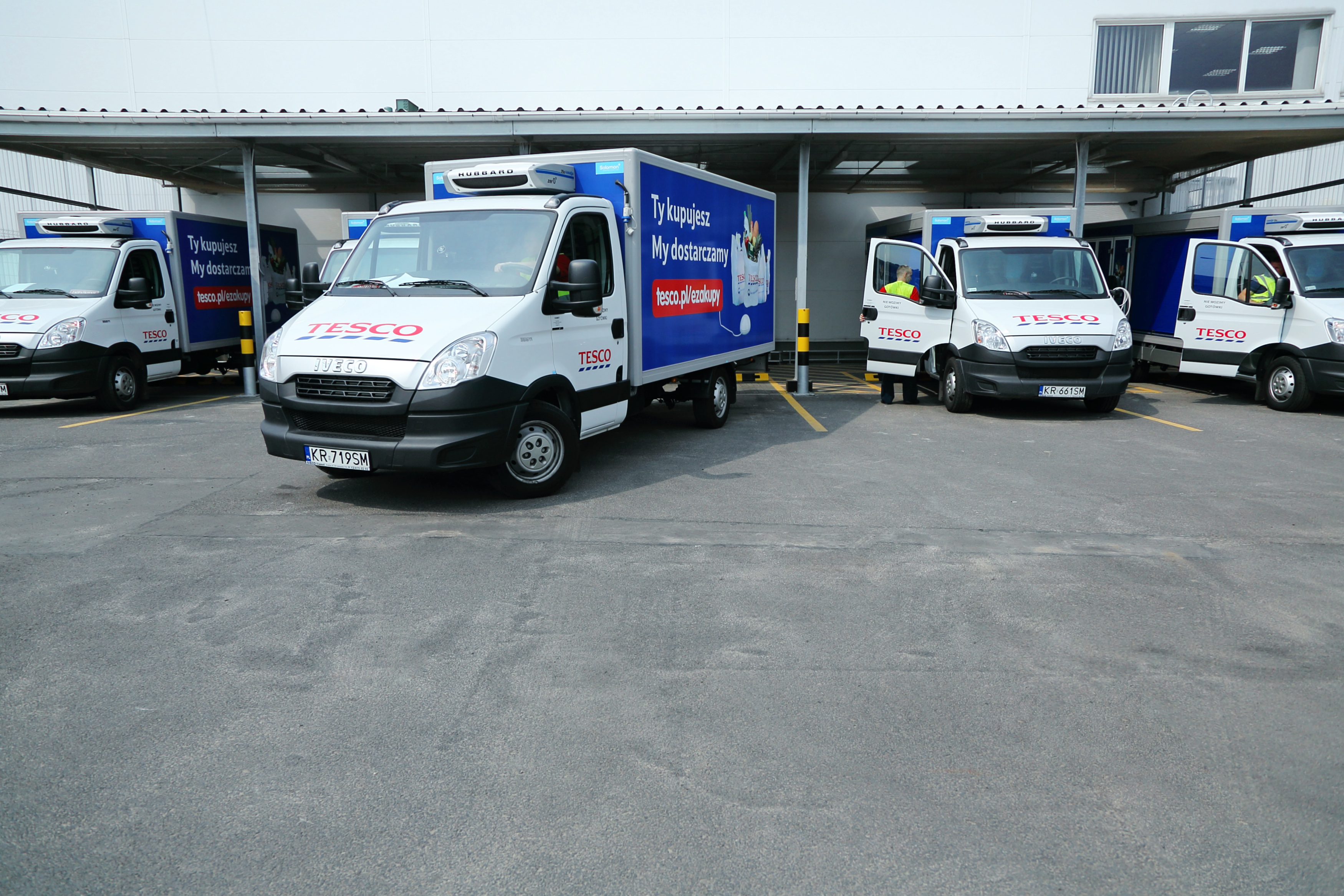
Một chiếc xe tải giao hàng Tesco ở Ba Lan quảng cáo đặt hàng trực tuyến và giao hàng từ một cửa hàng vật lý. Tesco bắt đầu sự hiện diện trực tuyến của họ vào năm 1996.

Một trong những giao dịch mua đầu tiên được biết đến từ một công ty được cho là vận hành mô hình kinh doanh bán lẻ kết hợp online và offline là khi một chiếc bánh pizza của Pizza Hut được đặt hàng qua internet vào năm 1994. Sự gia tăng lớn trong việc áp dụng mô hình nhấp và gạch vào khoảng năm 2000, với các nhà bán lẻ lớn như Wal-Mart tạo các trang web cho phép người dùng duyệt cùng hàng hóa mà họ sẽ tìm thấy trong cửa hàng một cách thoải mái.

## Ưu điểm

### Đối với các công ty

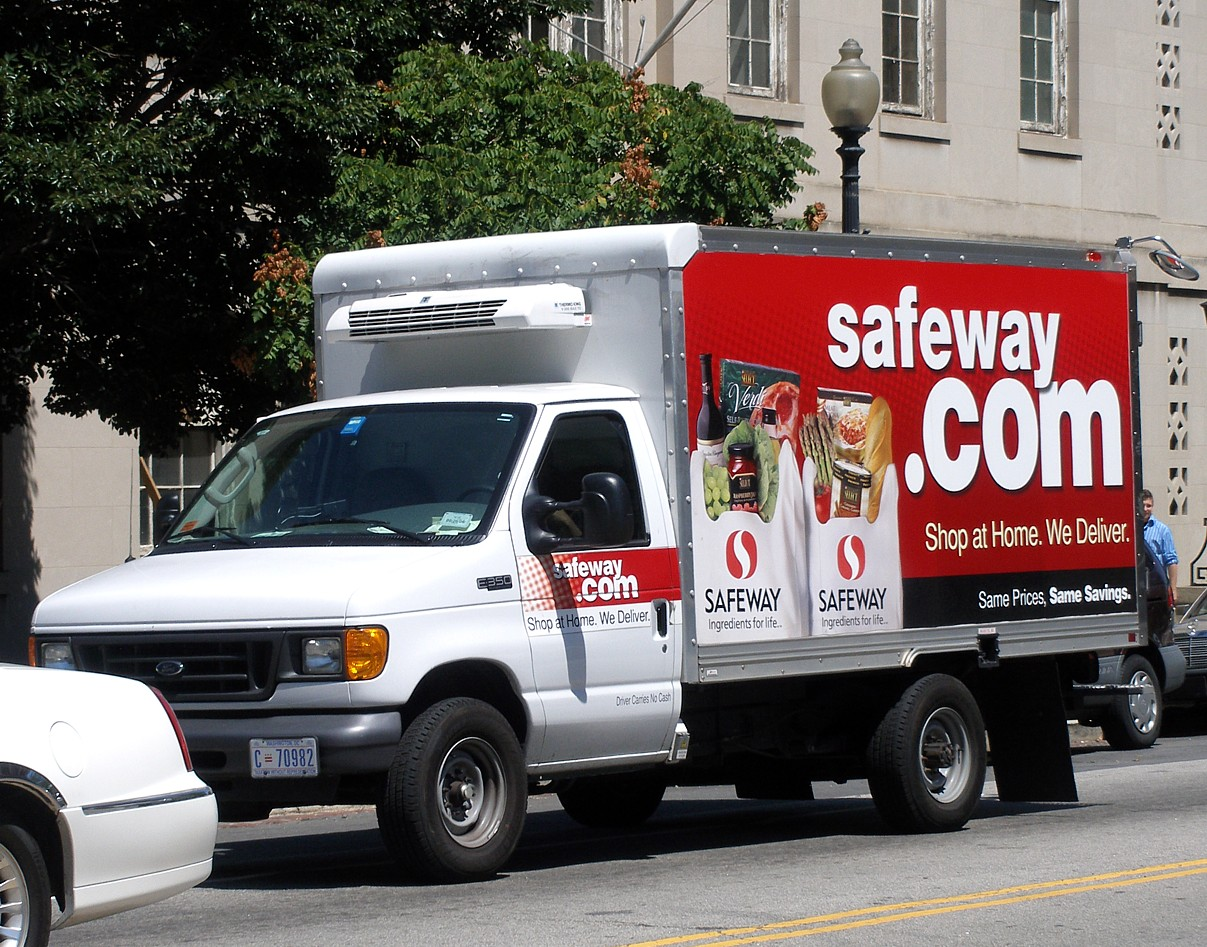
Một chiếc xe tải giao hàng Safeway minh họa cách một số siêu thị truyền thống hiện đang theo đuổi chiến lược bán lẻ kết hợp online và offline.

Mô hình bán lẻ kết hợp online và offline thường được sử dụng bởi các nhà bán lẻ truyền thống có chuỗi cung ứng và hậu cần rộng rãi, nổi tiếng và thường được tôn trọng vì có cửa hàng truyền thống. Một phần lý do cho sự thành công của nó là vì một nhà bán lẻ truyền thống dễ dàng thiết lập sự hiện diện trực tuyến hơn là một công ty khởi nghiệp sử dụng một công ty trực tuyến hoàn toàn thành công hoặc cho một nhà bán lẻ trực tuyến duy nhất để thiết lập sự hiện diện truyền thống, bao gồm một thương hiệu mạnh và được công nhận, mà không có ngân sách tiếp thị lớn. Cũng có thể nói rằng việc áp dụng mô hình bán lẻ kết hợp online và offline mà khách hàng có thể trả lại các mặt hàng cho cửa hàng vật lý có thể giảm chi phí lãng phí cho doanh nghiệp như vận chuyển các mặt hàng không được giao và trả lại theo truyền thống.

### Đối với người tiêu dùng
Một mô hình kinh doanh bán lẻ kết hợp online và offline có thể mang lại lợi ích cho các thành viên khác nhau của cơ sở khách hàng. Ví dụ, siêu thị thường có các loại khách hàng khác nhau yêu cầu các lựa chọn mua sắm thay thế; một nhóm có thể muốn xem hàng trực tiếp trước khi mua và thích sự tiện lợi của việc mua sắm nhanh chóng trong khi một nhóm khác có thể yêu cầu sự tiện lợi khác của việc mua sắm trực tuyến và nhận đơn đặt hàng khi phù hợp với họ, mô hình bán lẻ kết hợp online và offline có nghĩa là cả hai nhóm khách hàng đều hài lòng. Các nhà bán lẻ chỉ trực tuyến trước đây đã tuyên bố rằng họ đã tìm thấy lợi ích trong việc thêm sự hiện diện trực tiếp vào doanh nghiệp chỉ trực tuyến của mình, vì khách hàng có thể thấy và kiểm tra sản phẩm trước khi mua cũng như nhận tư vấn và hỗ trợ về bất kỳ giao dịch mua nào họ mua đã làm. Ngoài ra, người tiêu dùng có thể cảm thấy an toàn hơn và tự tin hơn khi sử dụng doanh nghiệp bán lẻ kết hợp online và offline nếu họ đã biết thương hiệu từ cửa hàng chính thống.

## Nhược điểm

### Đối với các công ty
Một yếu tố chính trong sự thành công hay thất bại của mô hình kinh doanh này là trong việc kiểm soát chi phí, vì thường duy trì sự hiện diện vật lý. Thanh toán cho nhiều cơ sở cửa hàng vật lý và nhân sự của họ đòi hỏi chi phí vốn lớn hơn mà chỉ các doanh nghiệp trực tuyến thường không có. Ngược lại, một doanh nghiệp bán các sản phẩm xa xỉ hơn, thường đắt tiền hoặc đôi khi chỉ mua các sản phẩm Xe hơi giống như vậy, có thể thấy doanh số phổ biến hơn với sự hiện diện thực tế, do tính chất được xem xét nhiều hơn của quyết định mua hàng, mặc dù họ vẫn có thể cung cấp thông tin sản phẩm trực tuyến. Tuy nhiên, một số nhà sản xuất ô tô như Dacia đã giới thiệu các cấu hình trực tuyến cho phép khách hàng định cấu hình và đặt hàng xe hoàn chỉnh trực tuyến, chỉ đến đại lý để nhận xe hoàn chỉnh, đã được chứng minh phổ biến với khách hàng.
"Mặt khác, một dịch vụ chỉ trực tuyến có thể vẫn là hoạt động tốt nhất trong phân khúc thị trường vì các giám đốc điều hành của nó chỉ tập trung vào kinh doanh trực tuyến." Người ta đã lập luận rằng một mô hình kinh doanh bán lẻ kết hợp online và offline khó thực hiện hơn so với mô hình chỉ trực tuyến. Trong tương lai, mô hình bán lẻ kết hợp online và offline có thể thành công hơn, nhưng trong năm 2010, một số doanh nghiệp trực tuyến chỉ tăng trưởng đáng kinh ngạc 30%, trong khi một số doanh nghiệp bán lẻ kết hợp online và offline tăng trưởng 3%. Yếu tố quan trọng để mô hình kinh doanh bán lẻ kết hợp online và offline thành công ", ở một mức độ lớn, sẽ được xác định bởi khả năng quản lý sự đánh đổi giữa tách biệt và tích hợp" của doanh nghiệp bán lẻ và trực tuyến.

### Với người tiêu dùng
- Một số ý kiến cho rằng mua sắm trực tuyến, giúp khách hàng dễ dàng so sánh giá hơn, khuyến khích một "cuộc đua xuống đáy", nơi các nhà bán lẻ chỉ cạnh tranh về giá, do đó chất lượng và dịch vụ giảm sút.[19] Điều này đặc biệt phổ biến khi các trang web mua sắm so sánh như mySupermarket cho phép so sánh giá mà không cần truy cập trang web của nhà bán lẻ.[20]
- Giá niêm yết trực tuyến có thể không khớp với giá niêm yết ngoại tuyến. Những lý do cho điều này bao gồm quản lý sai và kinh tế (chi phí chung cho mua hàng trực tuyến và mua ngoại tuyến là khác nhau). Điều này có thể dẫn đến sự nhầm lẫn và sai lệch về kỳ vọng cho người mua.[21]
- Người mua cuối cùng có thể mua nhiều mặt hàng hơn họ cần, bởi vì các doanh nghiệp trực tuyến có thể hiển thị cho họ nhiều mặt hàng hơn, nhiều chương trình khuyến mãi hơn và nhiều quảng cáo hơn.

## Pháp luật
Một lợi thế cho người tiêu dùng và một bất lợi tiềm tàng cho các doanh nghiệp là bằng cách áp dụng mô hình kinh doanh bán lẻ kết hợp online và offline và cho phép khách hàng mua hàng hóa hoặc dịch vụ từ xa, về mặt luật pháp, người tiêu dùng được cấp nhiều quyền hơn để bảo vệ họ. Ví dụ, ở Anh, bất kỳ hàng hóa nào được mua từ bán lẻ kết hợp online và offline vào kinh doanh qua dịch vụ 'nhấp và lấy hàng' sẽ cho phép bảo vệ người mua theo Quy định Bảo vệ người tiêu dùng (Bán hàng từ xa) năm 2000, cụ thể là quyền trả lại sản phẩm hoặc hủy bỏ dịch vụ trong vòng 14 ngày kể từ ngày mua để được hoàn trả đầy đủ. Quyền tương tự được dành cho Công dân EU, những người được bảo vệ theo Chỉ thị 97/7 / EC của Châu Âu. Tại Hoa Kỳ, Ủy ban Thương mại Liên bang quy định cụ thể về cách bán hàng từ xa và các quyền mà người tiêu dùng có, cụ thể là quy tắc '3 ngày' cho phép các mặt hàng được đặt hàng qua web được trả lại trong vòng ba ngày.
Một ví dụ về một nhà bán lẻ phạm luật này là nhà bán lẻ quần áo của Anh - Next, người bị phát hiện vi phạm pháp luật khi chỉ cho phép khách hàng trả lại hàng hóa mà họ đã đặt nếu họ trả chi phí bưu chính.

## Ví dụ đáng chú ý
Ở Anh, phương pháp này được gọi là "Nhấp và lấy". Thuật ngữ này được phát minh bởi nhà bán lẻ người Anh Argos, người đã cung cấp dịch vụ "Ring and Reserve" và "Text and Take Home" cho điện thoại và SMS đặt hàng tương ứng, nơi hàng hóa sẽ được giữ để khách hàng thanh toán tại cửa hàng. Khi các dịch vụ hiện có sử dụng alliterations cho tên của họ, họ cần một tên cho đề xuất đặt hàng trực tuyến của họ và đã đưa ra Nhấp và Lấy hàng.
Nhà bán lẻ người Anh John Lewis đã tìm thấy thành công trong việc áp dụng mô hình kinh doanh bán lẻ kết hợp online và offline với dịch vụ đặt hàng trực tuyến vượt trội so với doanh số bán "offline" trong vài năm hoạt động. Trang web đấu giá trực tuyến eBay cũng đã đưa ra một kế hoạch hợp tác với cửa hàng cửa hàng Argos cho phép hàng hóa được bán bởi các bên thứ ba được lấy hàng tại một địa điểm trực tiếp, cho phép khách hàng lấy hàng hóa một cách thuận tiện thay vì chờ ở nhà một công ty giao hàng.
Vào năm 2013, nhà bán lẻ âm nhạc HMV đã đi vào quản lý mặc dù đã vận hành cả các cửa hàng chính thống và sự hiện diện trực tuyến. Điều này đã được nhiều người đặt ra cho các chi phí cao trong việc vận hành khía cạnh chính của doanh nghiệp khiến cho HMV không thể cạnh tranh với các nhà bán lẻ nhấp thuần túy như Amazon.com.